# Commercial Crew

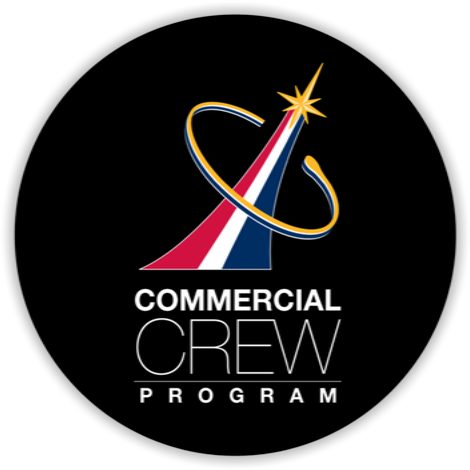
Commercial Crew logo

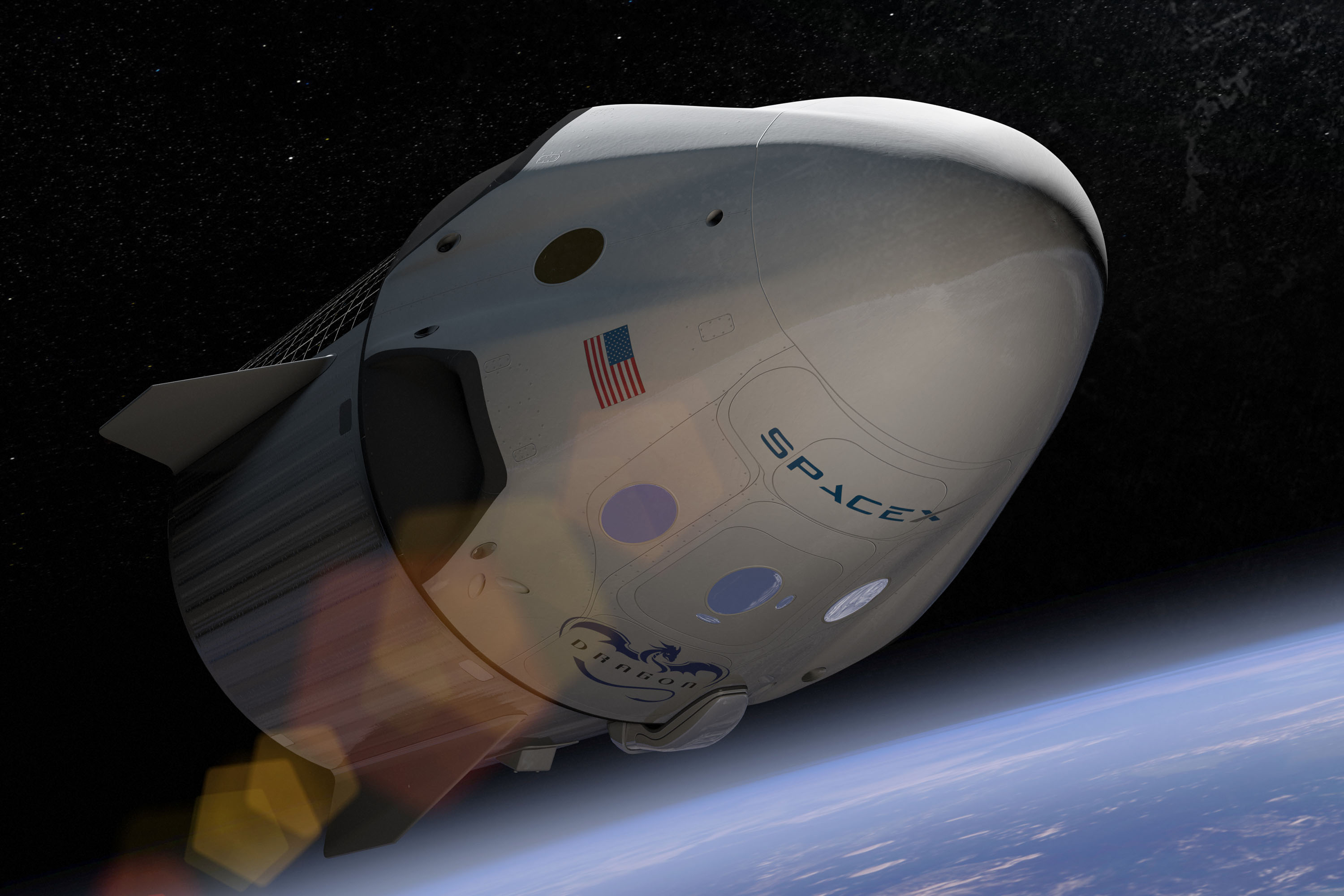
SpaceX Dragon 2, een van de twee gerealiseerde Commercial Crew-ruimteschepen.

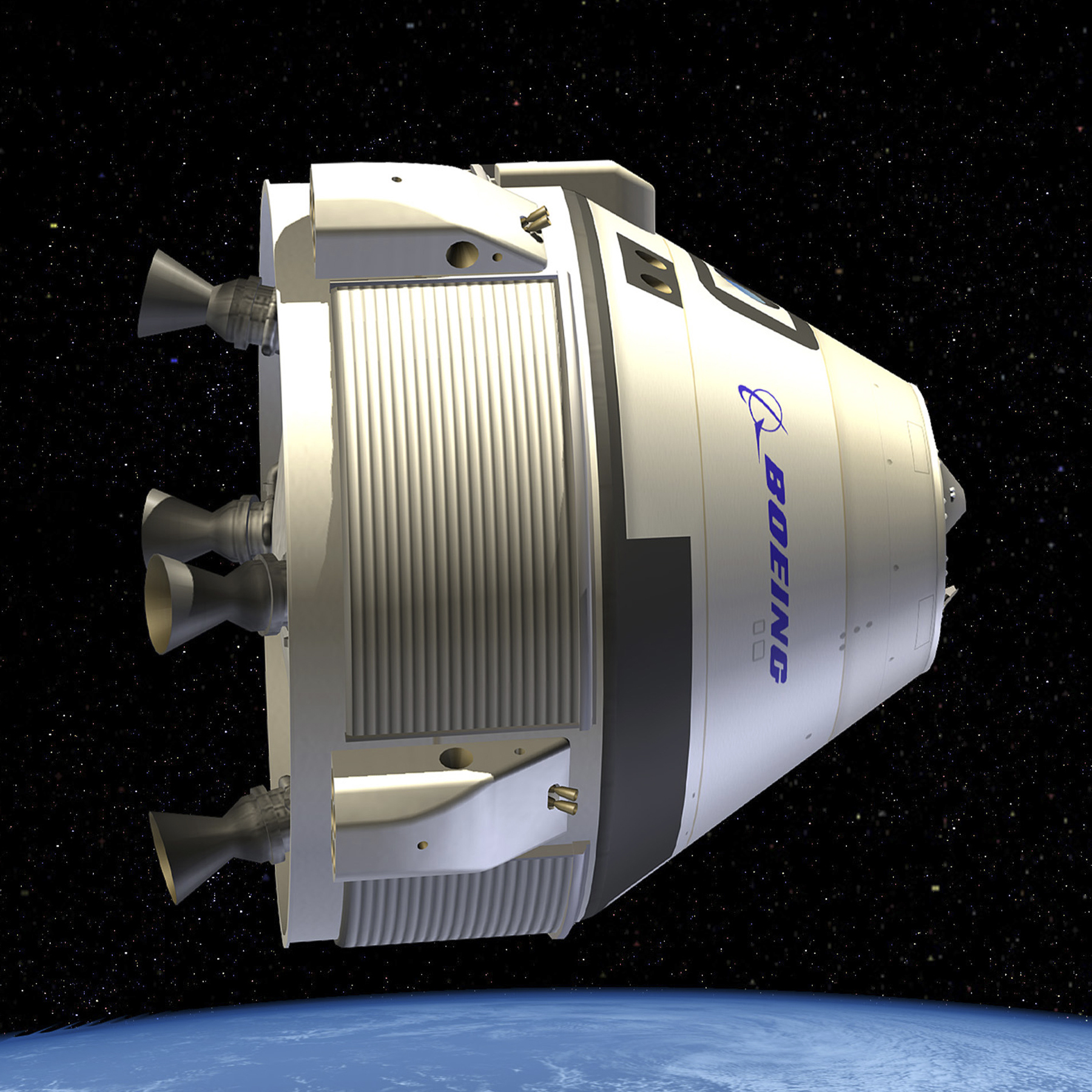
Boeings CST-100 Starliner, een van de twee gerealiseerde Commercial Crew-ruimteschepen.

Het Commercial Crew-programma is een programma dat NASA heeft opgezet om commerciële partijen in te huren om hun ruimtevaarders tussen het ISS en de aarde te vervoeren. Sinds november 2020 vervoert SpaceX voor dit programma astronauten naar het ISS en terug. Naar verwachting zal Boeing Space vanaf 2025 ook voor deze taak worden ingehuurd.
Het Commercial Crew-programma werd voorafgegaan door een gefaseerd subsidie-en-ontwikkelingsprogramma. Met behulp van deze subsidies werden de ruimteschepen Dragon 2 en de CST-100 Starliner ontwikkeld en de draagraketten Atlas V en de Falcon 9 geschikt gemaakt voor bemande vluchten. Met het totale ontwikkelingsprogramma was 8.307.400.000 (8,3 miljard) dollar aan subsidies gemoeid.

## Leiding
Het programma staat onder leiding van NASA’s hoofd bemande ruimtevaart. Bill Gerstenmaier vervulde die rol van 2005 tot hij op 10 juli 2019 werd opgevolgd door Kenneth Bowersox, die zijn taken tijdelijk waarnam. Op 17 oktober 2019 werd Douglass Loverro op die taak geïnstalleerd maar die nam op 18 mei 2020, twee dagen voor Flight Readiness Review van SpX-DM2, de eerste bemande Commercial Crew-testvlucht, ontslag. Fouten die hij zei te hebben gemaakt stonden los van het Commercial Crew-programma. Bowersox werd daarop opnieuw als waarnemend hoofd bemande ruimtevaart aangetrokken. Op 12 juni 2020 werd Kathy Lueders hoofd bemande ruimtevaart. Daarvoor was ze al manager van het Commercial Crew-programma.

## Geschiedenis

### Voorgeschiedenis
Sinds 1989 is NASA wettelijk verplicht om voor commerciële mogelijkheden te kiezen mits die voor handen zijn. Commerciële bemande ruimteschepen bestonden echter nog  niet. In 2006 had NASA al een gesubsidieerd ontwikkelingsprogramma , het Commercial Orbital Transportatation Systems-programma (COTS),  opgezet  voor het ontwikkelen van commerciële ruimtevrachtschepen. Sinds 2013 voeren SpaceX en Orbital Sciences (vanaf 2015 Orbital ATK en sinds juni 2018 Northrop Grumman) regelmatig bevoorradingsvluchten uit voor NASA onder het  eerste Commercial Resupply Services-programma.
In 2011 kwam een einde aan het 30 jaar oude Space Transportation System, beter bekend als het Spaceshuttleprogramma. Ook had de Amerikaanse president Barack Obama een jaar eerder met het tekenen van de NASA Authorisation Act 2010 het Constellationprogramma waaronder de Orion-capsule en de Ares I-draagraket, die samen als opvolger van de Space Shuttle werden ontwikkeld, geannuleerd. Hierdoor verloor de Verenigde Staten zijn mogelijkheid ruimtevaarders in de ruimte te brengen en was NASA aangewezen op het kopen van stoelen aan boord van de Russische Sojoez voor bemande vluchten. De Orion-capsule werd weliswaar doorontwikkeld, maar was niet langer voor routinevluchten naar het ISS bedoeld. 
Hiervoor zette NASA een gesubsidieerd ontwikkelings- en aanbestedingsprogramma voor commerciële bemande ruimteschepen op waar uiteindelijk twee winnaars uit moesten voortkomen die daadwerkelijk hun ruimteschip mochten bouwen en lanceren. NASA en de FAA stelden daarbij functionele en veiligheidseisen waaraan de ruimteschepen en bijbehorende draagraketten moesten voldoen. Daarnaast stelde NASA zijn eigen kennis en ervaring ter beschikking van deelnemende bedrijven.
Politiek gezien is de regering van Georg W. Bush de bedenker van het Commercial Crew-programma. In 2005 sprak toenmalig NASA-directeur Mike Griffin al over een gebrek aan competitie in de ruimtevaartindustrie en hij kwam met plannen voor commerciële bevoorrading en bemanningstransport naar het ISS. Er kwam pas onder de regering van Barack Obama politieke steun en geld voor de bemande tak van dit plan waardoor het programma kon worden opgestart.

### CCdev-1
Dit Commercial Crew development-programma (CCdev) werd in augustus 2009 aangekondigd en ontving in de eerste fase (CCdev-1) een groot aantal inschrijvingen met conceptontwerpen die bestonden uit zowel complete ruimteschepen als losse ruimtevaarttechnieken die aan bouwers van ruimteschepen geleverd konden worden. Ontwikkelingssubsidies werden begin 2010 verstrekt aan:
- Blue Origin - 3,7 miljoen dollar - voor het ontwikkelen van een pusher-ontsnappingsmotor en een drukcabine voor hun voorgestelde ruimtecapsule.
- Boeing - 18 miljoen dollar - voor verdere ontwikkeling van de CST-100.
- Paragon Space Development Corporation - 1,4 miljoen dollar - voor de ontwikkeling van een standaard luchtverversingssysteem dat in meerdere ruimteschepen toepasbaar was. (Paragon levert nu het luchtverversingssysteem voor de Starliner)
- Sierra Nevada Corporation - 20 miljoen dollar - voor het verder doorontwikkelen van de Dream Chaser waarvan de ontwikkeling al enkele jaren bezig was.
- United Launch Alliance - 6,7 miljoen dollar - voor het ontwikkelen van uitvoeringen van hun EELV-raketten (Atlas V en Delta IV) die veilig genoeg moesten worden om voor personenvervoer te mogen dienen.

Alle gestelde CCdev-1 doelen werden voor eind 2010 behaald.

### CCdev-2

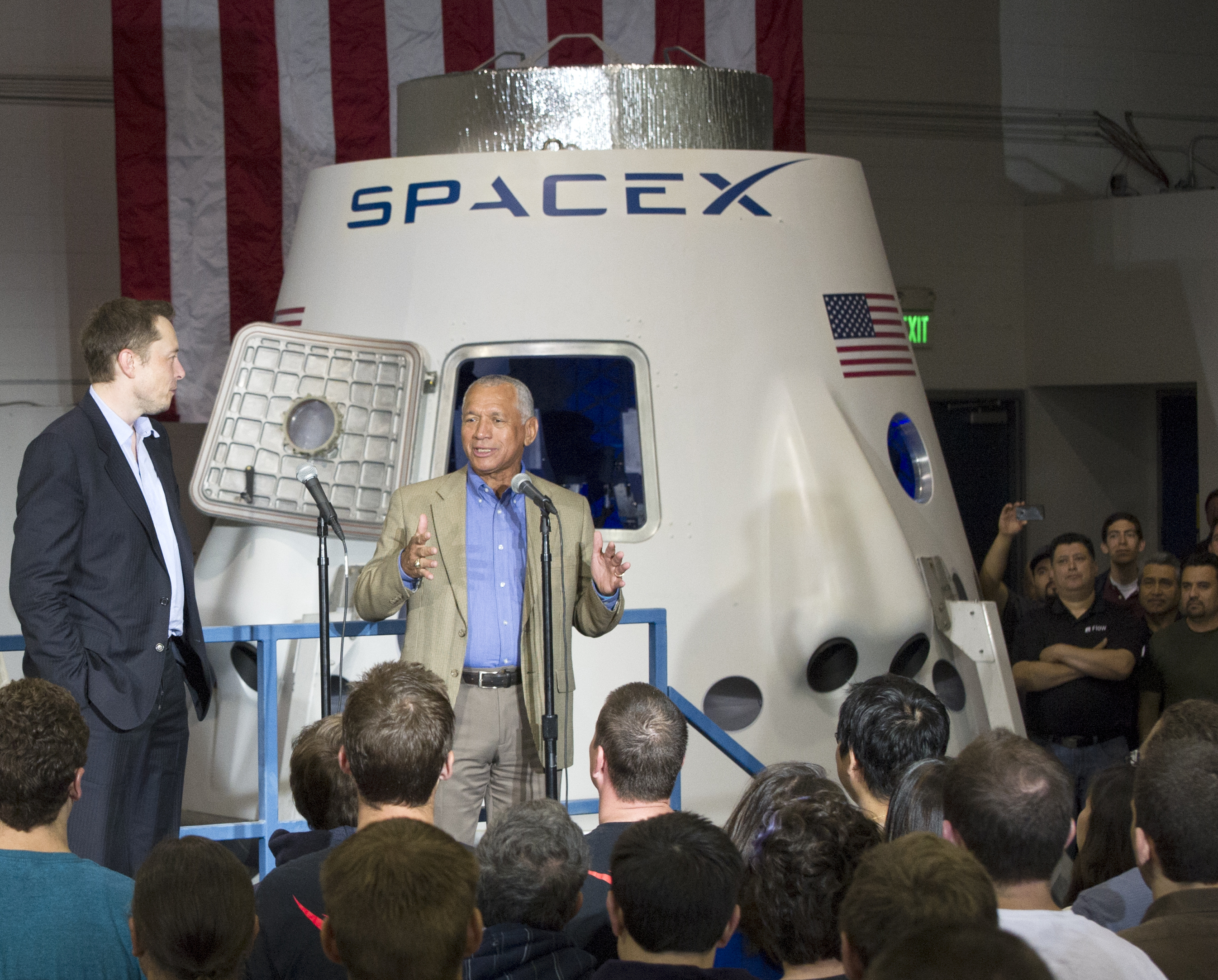
SpaceX directeur Elon Musk en toenmalig NASA-administrator Charles Bolden in 2012 bij een 1:1 model van het conceptontwerp Dragon Rider dat later tot Dragon 2 zou evolueren.

Na de CCdev-1 opende NASA in oktober 2010 een tweede inschrijvingsronde. Dit mochten nieuwe ontwerpen zijn, maar ook verbeteringen van ontwerpen die voor CCdev-1 niet geselecteerd waren. Ook de bedrijven die wel geselecteerd waren voor CCdev-1 konden een vervolgsubsidie krijgen voor verdere ontwikkeling van hun ontwerp. Op 18 april 2011 werden vier bedrijven voor subsidies geselecteerd.
Geselecteerde bedrijven waren:
- Blue Origin - 22 miljoen dollar - voor diverse technieken ten behoeve van hun ruimtecapsule en draagraketten.
- Sierra Nevada Corporation (SNC) - 80 miljoen dollar - voor doorontwikkeling van de Dream Chaser.
- SpaceX - 75 miljoen dollar - voor ontsnappingsmotoren (SuperDraco's) ten behoeve van bemande uitvoering van de Dragon
- Boeing - 92,3 miljoen dollar - voor verdere ontwikkeling van de CST-100

Tevens werden er drie bedrijven geselecteerd die geen subsidie ontvingen maar wiens ontwikkelingsplan wel verder gemonitord werd.
Dit waren:
- United Launch Alliance - voor verdere ontwikkeling van een "human rated"-versie van de Atlas V.
- Alliant Techsystems - voor de ontwikkeling van de Liberty-draagraket.
- Excalibur Almaz Inc. - voor een bemand ruimteschip dat gemoderniseerde Sovjet-technieken zou bevatten.

### CCiCap
De volgende fase was Commercial Crew integrated Capabilty oftewel CCiCap, waarbij bedrijven een compleet plan inclusief draagraket moesten inleveren.
Op 12 augustus 2012 werden de volgende bedrijven door NASA geselecteerd:
- Sierra Nevada Corporation - voor doorontwikkeling van de combinatie Dream Chaser en Atlas V.
- SpaceX - voor verdere ontwikkeling van hun bemande Dragon- en Falcon 9-raketten.
- Boeing voor de CST-100 gecombineerd met de Atlas V.

Hoewel ATK's voorgestelde draagraket Liberty, met elementen van de Ares I en de Ariane 5, goed genoeg werd geacht was er geen ruimteschip voor deze raket en werd de ontwikkeling daarvan op een laag pitje gezet. Elementen van de Liberty zijn anno 2018 in het raketontwerp de OmegA terug te vinden. Deze EELV-klasse draagraket wordt echter niet geschikt geacht voor bemande ruimtevaart.

### CPC en CCtCAP
Voor de eerste certificatieronde (CPC-1) werden op 10 december 2012 Boeing, SpaceX en SNC geselecteerd. Alle bedrijven kregen ongeveer 10 miljoen aan subsidies toegewezen. Na de tweede certificatieronde viel SNC af en werden Boeing en SpaceX in 2014 definitief geselecteerd om hun ruimteschepen te produceren en te testen. Deze fase heet Commercial Crew transportation Capability (afgekort CCtCap). Boeing ontving voor de definitieve ontwikkeling en bouw van de Starliner in totaal 4,2 miljard dollar. SpaceX ontving voor de Crew Dragon 2,6 miljard. Het verschil in prijs valt onder meer te verklaren uit het feit dat SpaceX veel onderdelen van de reeds bestaande Dragon kon overnemen, terwijl de Starliner een volledig nieuw ontwerp betrof. 
SNC probeerde tevergeefs via een gang naar de rechter NASA  te dwingen om ook SNC te selecteren. Hierna moest SNC zijn ontwikkelingsteam voor de Dream Chaser flink inkrimpen. De ontwikkeling van de Dream Chaser kon in 2016 echter weer uitgebreid worden toen de vrachtuitvoering door NASA werd geselecteerd voor het CRS-2-programma.
Boeing gaf zijn CST-100 (CST betekende Crew Space Transporter) in 2016 een nieuwe naam, Starliner. De nieuwe Dragon heeft de naam Dragon 2 gekregen maar wordt om het verschil met de vrachtuitvoering van de Dragon 2 aan te geven meestal Crew Dragon genoemd.

### Vertraging
Beide bedrijven wilden in 2016 proefvluchten uitvoeren en in 2017 beginnen met missionaire vluchten. Deze zijn bij beide bedrijven inmiddels vertraagd tot 2019. Beide bedrijven probeerden ook vooraf met de eer van "de eerste Amerikaanse bemande orbitale ruimtevlucht sinds de spaceshuttle" te gaan strijken.
Een deel van de vertraging was te wijten aan het feit dat de Amerikaanse senaat het Commercial Crew-programma lange tijd onvoldoende financiële middelen gaf om op tijd te werken. Critici wezen erop dat de senaat geld dat was gereserveerd voor het Commercial Crew-programma naar de ontwikkeling van Orion en het Space Launch System die beiden al een flinke budget-overschrijding en vertraging hadden schoof. Verder is het ontwikkelen van nieuwe ruimtevaartuigen simpelweg erg ingewikkeld en daardoor tijdrovend.
Om vertragingen op te vangen stelde Boeing twee stoelen op Sojoez-vluchten naar het ISS die ze als wederdienst voor aan Rusland voor geleverde diensten hadden ontvangen ter beschikking aan NASA. Hierdoor hoefde NASA geen extra Sojoez-stoelen meer te kopen.

#### Nog meer vertraging
Begin 2018 werd tijdens een hoorzitting in het Huis van afgevaardigden duidelijk dat beide bedrijven verdere vertraging zouden oplopen. Zo moeten de draagraketten nog door het Government Accountability Office gecertificeerd worden. Certificatie wordt bij SpaceX in december 2019 en bij Boeing in 2020 verwacht. Deze vertragingen hebben als gevolg dat er een groot tijdsgat is ontstaan tussen de laatste door NASA geboekte Sojoez-vlucht en de eerste Commercial Crew-missie.
Bij SpaceX’ Falcon 9 waren er zorgen over de verbeterde composite overwrapped pressure vessels in de zuurstoftank. (COPV’s, de met koolstofvezel omwikkelde heliumtanks die tijdens een nieuw tankproces de Amos-6-explosie veroorzaakte). Men was er nog niet van overtuigt dat deze goed genoeg is. Als plan B ontwierp SpaceX daarom op verzoek van NASA een metalen (Inconel) heliumtank. Die is echter een stuk zwaarder en extra massa gaat ten koste van de draagcapaciteit van de raket. Daarnaast waren er zorgen over het ‘’load and go’’-proces. De Falcon 9 wordt pas vanaf 30 minuten voor de lancering volgetankt en het tanken is pas twee minuten voor de lancering voltooid. Dat betekent dat de bemanning voor het tanken al in de capsule moet zitten. Bij andere ruimtevaartuigen ging de bemanning altijd na het tanken pas naar binnen. Het tanken van een raket wordt namelijk als zeer risicovol gezien. Maar doordat SpaceX supercryogene brandstoffen gebruikt is er na het tanken geen tijd om in te stappen. De brandstoffen zouden dan in de tussentijd weer te veel opwarmen. Op 9 augustus 2018 werd het “load and go”-proces door NASA goedgekeurd.
Bij Boeing waren er zorgen over het Launch Escape System en het voorste hitteschild dat de parachutesystemen in uitzonderlijke gevallen kan beschadigen. Bij een statische test van de ontsnappingsmotoren ging er iets mis. De oorzaak werd waarschijnlijk in de testopstelling en dus buiten de motoren gevonden. Toch wil men langer onderzoek naar het defect doen om zeker te weten dat er geen andere oorzaak is.
NASA beraadde zich op wat te doen bij nog meer vertraging. Er werd een plan ontwikkeld waarbij de bemande testvluchten in dat geval als missionaire vluchten zouden worden uitgevoerd.
Op 20 april 2019 explodeerde een SpaceX Crew Dragon tijdens het statisch testen van de ontsnappingsmotoren. Daardoor moest SpaceX de in-fight-abort-test en eerste bemande vlucht uitstellen tot de oorzaak was gevonden, oplossingen geïmplementeerd en getest zijn en nieuwe Crew Dragons vliegklaar zijn. De oorzaak lag in een defect ventiel tussen een drukleiding en een oxidatortank waardoor het titanium van de drukleidingen in brand konden vliegen en het systeem kon exploderen.
Ook had SpaceX te kampen met de MK-2-parachutes die scheurden als een van de vier parachutes niet uitklapte. SpaceX heeft daarom soortgelijke parachutes van een sterker type doek gemaakt en is deze MK-3-parachutes met succes gaan testen.
Net toen SpaceX zijn parachuteprobleem had verholpen ondervond het parachutesysteem van Boeing een anomalie tijdens de pad abort-test waardoor een van de drie parachutes niet uitklapte. Boeing meldde dat dit geen gevolgen voor de Orbital Test Flight zou hebben. De fout, een niet goed dichtgeschroefde bevestigingsring, bleek niet aan het ontwerp te liggen maar van menselijke aard te zijn. Hierdoor hoefde er alleen een simpele extra controle van de bevestigingen in de routines te worden geïmplementeerd.
Tijdens de eerste testvlucht van de Starliner ging het een half uur na de lancering op 20 december 2019 mis. De systeemklok van de Starliner liep elf uur achter waardoor de door de timer gestarte orbital insertion burn niet op het juiste moment werd gestart. Door een handmatige overruling uit mission control kon de Starliner wel in een stabiele baan om de aarde op een hoogte van 250 kilometer komen, maar er was niet genoeg brandstof om en het ISS (op 400 km) te bereiken en terug naar de aarde te keren. Er werd daarom afgezien van een rendez-vous met het ISS. Andere doelen werden wel gehaald. Tijdens het onderzoek naar de anomalie werd nog een aantal problemen in de software van de Starliner gevonden waarop ook NASA een onderzoek naar de werkcultuur van zowel Boeing als hun eigen team opende. Boeing besloot ondertussen de onbemande testvlucht over te zullen doen. Uiteindelijk werden meer dan 80 punten gevonden die moesten veranderen. Dit ging onder anderen om aanpassingen in het ontwerp en software, het testprogramma, en een veilige manier voor werknemers om problemen of twijfels bij het management te melden. NASA kwam ook tot de conclusie dat ze zelf uit vooringenomenheid het “zeer ervaren Boeing” onder minder streng toezicht hadden gehouden dan “nieuwkomer SpaceX” met alle gevolgen van dien.
Op 19 januari 2020 voerde SpaceX zijn in-flight abort-test met succes uit. Dat was de laatste belangrijke mijlpaal voor hun bemande testvlucht. Tijdens de persconferentie na afloop van de test gaf NASA-directeur Jim Bridenstine aan geen haast te maken richting de eerste operationele Commercial Crew-vlucht en nog een stoel aan boord van een Sojoez te kopen om zeker te stellen dat er Amerikaanse bemanning aan boord van het ISS is. In mei 2020 werd dit Sojoez-ticket door NASA gekocht voor meer dan 90 miljoen dollar. Ook compenseert NASA Roskosmos voor het feit dat ze een eigen kosmonaut van die vlucht af moesten halen door een hoeveelheid Russische vracht naar het ISS te vervoeren. De Sojoez werd in oktober 2020 gelanceerd.
Op 3 augustus 2021 ontdekte Boeing vier uur voor de geplande lancering van hun tweede onbemande testvlucht, Boe-OFT 2 dat er een groot aantal ventielkleppen van de servicemodule van de Starliner niet meer werkte. De vlucht werd daarop uitgesteld. De oorzaak werd gevonden in vocht dat tot corrosie van de kleppen had geleid. De diepere oorzaak en de oplossing van het probleem moet anno oktober 2021 nog worden vastgesteld. De testvlucht liep zeker een jaar vertraging op.

### Ruimtevaarders

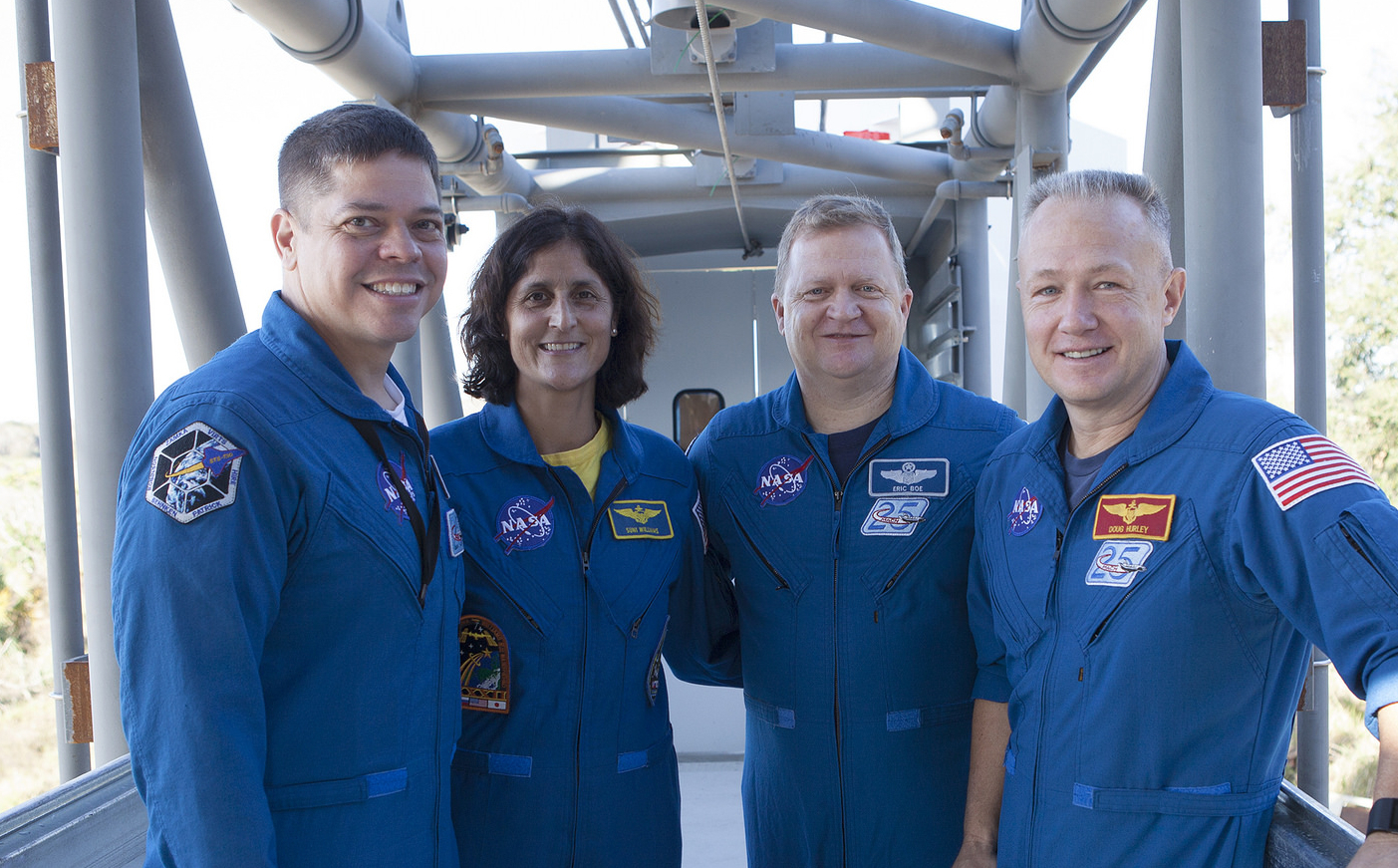
De Commercial Crew-ontwikkelingsastronauten

NASA stelde in 2015 vier ervaren ruimtevaarders aan om te trainen voor vluchten met de Starliner en de Crew Dragon, en tevens kritisch met Boeing en SpaceX samen te werken en naar oplossingen voor bovendrijvende problemen te zoeken.
Dit zijn:
- Sunita Williams
- Eric Boe
- Douglas Hurley
- Robert Behnken

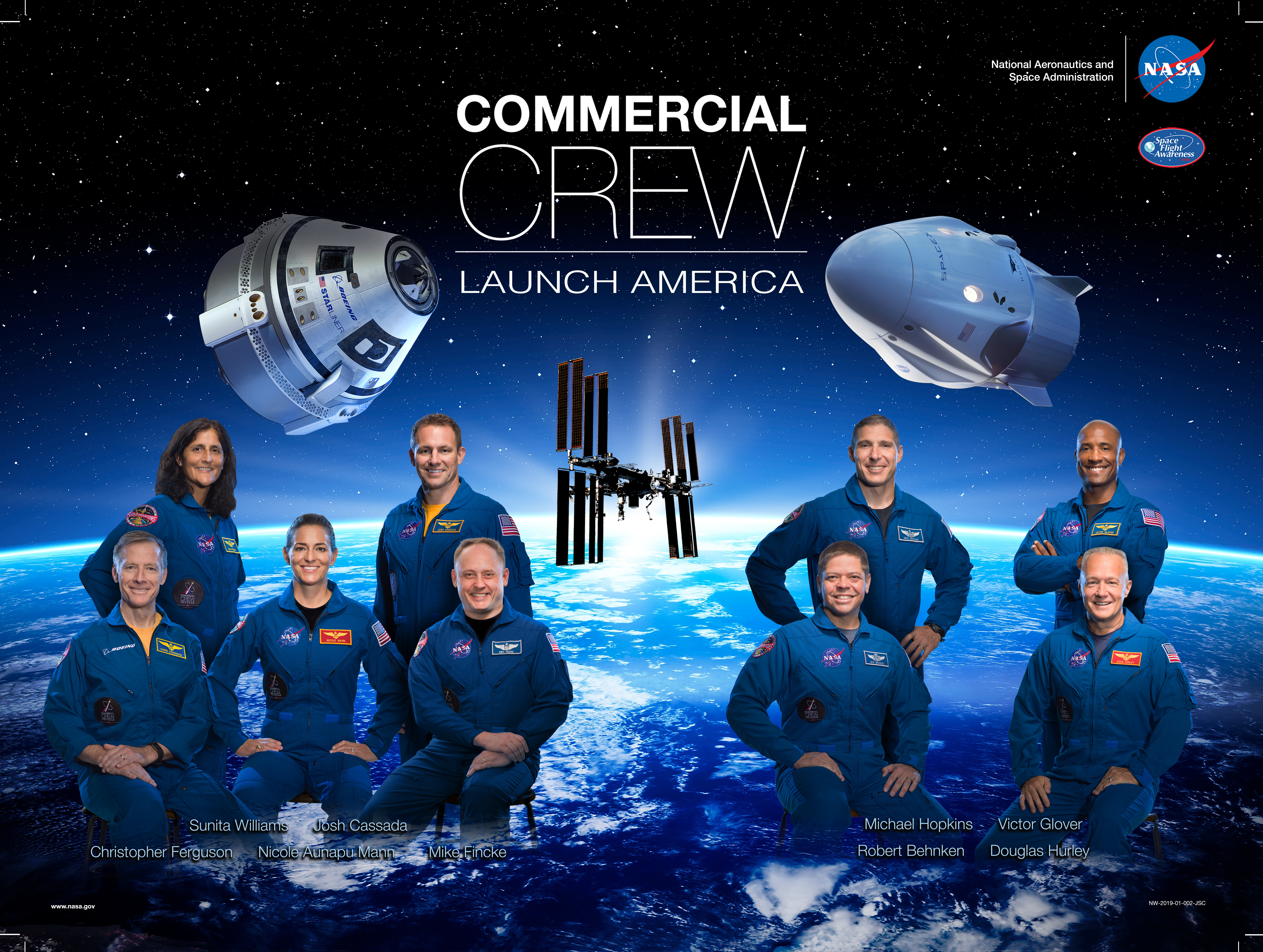
Poster met de NASA-bemanningen voor de eerste vier bemande Commercial Crew vluchten.

Op 3 augustus 2018 werden de namen van de astronauten voor de eerste bemande testvuchten bekend gemaakt. Dit zijn:
- SpaceX Demonstration Mission 2 (SpX-DM2)
  - Robert Behnken (NASA)
  - Douglas Hurley (NASA)
- Boeing Crew Flight Test (Boe-CFT)
  - Eric Boe (NASA)
  - Christopher Ferguson (Boeing)
  - Nicole Aunapu Mann (NASA)
- Boeing 1e missionaire vlucht (Starliner-1)
  - Josh A. Cassada
  - Sunita Williams
- SpaceX 1e missionaire vlucht (SpaceX Crew-1)
  - Victor Glover
  - Michael Hopkins

Op 22 januari 2019 werd Eric Boe van de Boeing Crew Test Flight afgehaald omdat hij “om medische redenen niet in staat zou zijn te vliegen”. Hij werd vervangen door Michael Fincke. Chris Ferguson zag in oktober 2020 af van deelname aan de vlucht wegens te verwachten familiegebeurtenissen. Zijn plaats als gezagvoerder werd overgenomen door NASA-astronaut Barry Wilmore.
Ook werden in oktober 2021 door verdere vertraging Josh Cassada en Nicole Mann van hun vluchten gehaald en omgeboekt naar SpaceX Crew-5. NASA vond het belangrijk dat zij zo snel mogelijk ruimte-ervaring zouden opdoen.

## Faciliteiten
De Starliner wordt op een Atlas V gelanceerd vanaf Cape Canaveral Air Force Station (CCAFS) SLC-41. Naast het lanceerplatform dat al sinds 2002 voor de Atlas V wordt gebruikt is een toegangstoren verrezen die ook voor andere ruimteschepen zoals de Dream Chaser geschikt is. De Starliners worden gebouwd onderhouden en geladen in de voormalige spaceshuttlehangar OPF-3 die nu Commercial Crew and Cargo Processing Facility of afgekort C3PF heet.
SpaceX heeft een ruime kilometer noordelijker het voormalige Apollo- en Spaceshuttle-Lanceercomplex 39A op het Kennedy Space Center in 2017 in gebruik genomen voor de Falcon 9. In het najaar van 2017 werd het platform aangepast voor de Falcon Heavy. Na de eerste Falcon Heavy-vlucht werden verdere aanpassingen voor de Falcon 9-Crew Dragon-combinatie uitgevoerd. Een nieuwe toegangsarm voor de Crew Dragon werd gemonteerd aan de toren die eerder toegang tot de spaceshuttle de Apollo CSM gaf.

### Aanmeersysteem
De beide ruimteschepen gebruiken dezelfde nieuwe internationaal gestandaardiseerde aanmeerkoppelingen bij het ISS. Van deze door Boeing gebouwde International Docking Adapter (IDA) zullen er twee geplaatst worden. De eerste IDA ging verloren bij de mislukte vlucht naar het ISS SPX-CRS-7. De IDA-2 werd in 2015 met SPX-CRS-9 naar het ISS gebracht. Ter vervanging van IDA-1 werd IDA-3 gebouwd. Deze werd met SpaceX-vlucht CRS-18 in de drukloze kofferbak van de Dragon gelanceerd en in augustus 2019 op het ISS gemonteerd. De Commercial Crew-ruimteschepen zijn de eerste Amerikaanse ruimteschepen die een volautomatische rendez-vous kunnen uitvoeren. De Russische Sojoez kon dit al sinds 1969. Ook Orion zou dit kunnen, maar heeft dit op zijn tot nog toe enige vlucht niet gedaan.

### Ruimtepakken
Boeing en SpaceX hebben beiden een nieuw drukpak ontwikkeld dat tijdens de kritische fases van de ruimvlucht aan boord van hun capsules wordt gedragen. Beide drukpakken zijn een stuk lichter en comfortabeler dan de logge drukpakken van de Space Shuttle. De stijl van beide bedrijven is goed terug te zien in deze ontwerpen. Boeing heeft een modern functioneel en comfortabel maar simpel ogend ruimtepak ontworpen dat bijvoorbeeld geen helm maar een dicht te ritsen capuchon met vizier heeft. SpaceX heeft duidelijk ook esthetische doelen meegenomen en een nauw sluitend futuristisch ogend pak ontworpen. Voor het esthetische deel van hun ruimtepak werd ook filmkledingontwerper José Fernández ingehuurd.

## Tests

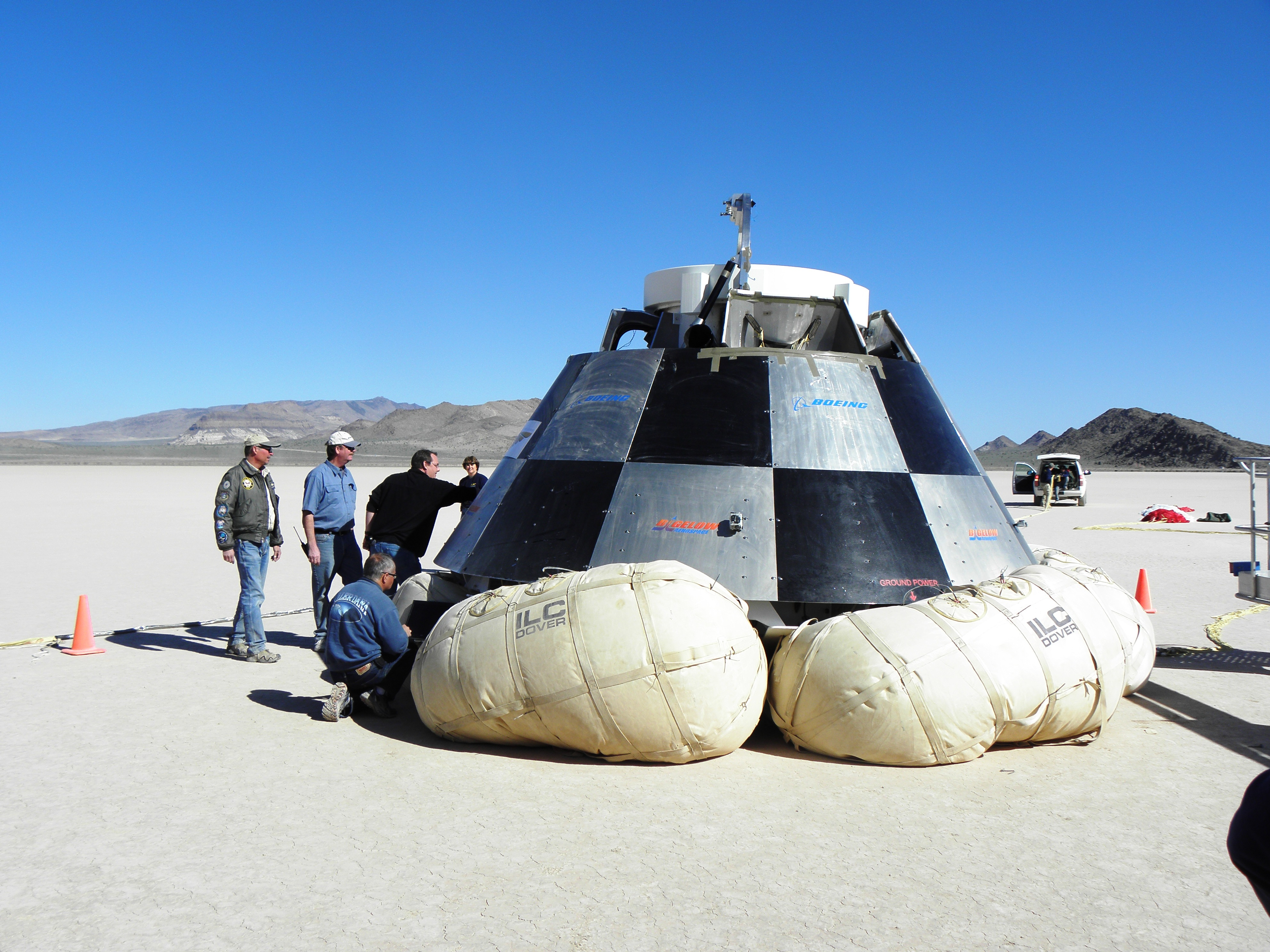
Een CST-100 testartikel na afloop van een landingsparachute-test

In 2015 testte SpaceX de ontsnappingsmotoren door een Dragon 2-testartikel tijdens een "pad abort test" vanaf de grond op te laten stijgen. Verder werden testartikelen van zowel de Dragon als Starliner vanuit vliegtuigen of vanonder luchtballonnen losgelaten om de landingsparachutes te testen.
De eerste orbitale testvluchten van de Dragon 2 en de Starliner staan in 2019 gepland. Beide bedrijven lanceren eerst een onbemand ruimtevaartuig naar het ISS, om daarna een testvlucht met een tweekoppige NASA-bemanning uit te voeren. Boeing voegt nog een eigen derde bemanningslid aan de bemande testvlucht toe. Ook heeft SpaceX nog een flight abort test op de planning waarbij de ontsnappingsmotoren tijdens de maximale dynamische druk van een lancering wordt getest. Deze flight abort test is geen verplichting van NASA maar een extra veiligheidstest die SpaceX zelf heeft geïnitieerd. 
Wanneer deze vluchten zijn afgerond kan het daadwerkelijke Commercial Crew-programma van start met missionaire vluchten. In de zomer van 2017 werden op de Indian river nabij het Kennedy Space Center tests uitgevoerd om ruimtevaarders uit een drijvend Crew Dragon-testartikel te helpen. De Falcon 9 Block-5, de laatste uitvoering van de Falcon 9 die SpaceX ontwikkelde moest vóór de eerste bemande vlucht zeven maal succesvol gelanceerd zijn.
SpaceX lag in het najaar van 2018 op koers voor een onbemande lancering in november of december. NASA besloot dat deze vlucht op zijn vroegst in januari 2019 kon plaatsvinden omdat het ISS eerder geen ruimte in de planning had voor een aankoppeling. Uiteindelijk werd de vlucht op 2 maart 2019 gelanceerd.
De (eerste) onbemande testvlucht van Boeing liep in december 2019 uit op een gedeeltelijke mislukking. De lancering per Atlas V verliep perfect, maar toen de Starliner zijn weg moest vervolgen naar de baan van het ISS liepen de geprogrammeerde timing en de werkelijke timing niet synchroon waardoor er te veel brandstof werd verstookt en die baan niet meer kon worden bereikt. In april 2020 besloot Boeing de vlucht over te doen.
De testlanceringen die staan ingepland of zijn geweest op (planning per augustus 2023):
- 6 mei 2015 - Crew Dragon Pad Abort test.
- 2 t/m 8 maart 2019 - SpX-DM1 (SpaceX Demonstration Mission 1) onbemand naar het ISS[10].
- 4 november 2019 - Boeing Pad Abort Test
- 20 t/m 22 december 2019 - Boeing Orbital Flight Test onbemande vlucht die door een het fout in de systeemklok het ISS niet bereikte en werd ingekort.
- 19 januari 2020 - SpaceX Flight Abort test (onbemand)
- 30 mei t/m 2 augustus 2020 - SpX-DM2 (SpaceX Demonstration Mission 2) succesvol bemand naar het ISS
- 19 t/m 25 mei 2022 - Boeing Orbital Flight Test 2 een extra, onbemande, orbitale testvlucht naar het ISS om de gemiste doelen van Boe-OFT alsnog te halen. In augustus 2021 uitgesteld wegens een technisch mankement.
- 5 juni 2024 - Boeing Crewed Flight Test bemand naar het ISS. Een eerdere lanceerpoging werd op 7 mei en 1 juni afgebroken wegens een defect in de draagraket en in de lanceerinstallatie. Toen er vervolgens een miniem heliumlek in de servicemodule van de Starliner werd ontdekt veroorzaakte dat meer vertraging. De vlucht bracht twee astronauten in de ruimte en ging onderweg naar het ISS. De beide astronauten bleven achter in het ISS en de onbemande Boeing Starliner-ruimtecapsule landde op 7 september 2024.

## Vluchten
Selectie gaf beide bedrijven recht op ieder minimaal zes Commercial Crew-vluchten. In december 2021 maakte NASA bekend nog eens drie vluchten bij SpaceX te gaan boeken omdat de laatste van de origineel geboekte SpaceX-vluchten volgens de planning al in 2023 wordt uitgevoerd. Door de onzekerheid over de inzetbaarheid van de Starliner neemt NASA geen risico.
Commercial Crew-vluchten vervoeren vier ruimtevaarders per keer. Tijdens de voorbereidende fase werd er vanuit gegaan dat beide bedrijven om de beurt een bemanning zouden lanceren en gebruikte NASA de vluchtnamen USCV-1, USCV-2, USCV-3… USCV stond voor United States Crew Vehicle. Toen in 2019 duidelijk werd dat het gereedkomen van beide voertuigen niet gelijk op schema lag liet NASA de USCV-vluchtnummers los en namen ze de vluchtnamen van Boeing en SpaceX over. Een Boeing-vlucht heet inmiddels "Starliner" gevolgd door een nummer en een SpaceX-vlucht heet SpaceX Crew, gevolgd door een nummer. De Starliner landt normaliter aan parachutes in de woestijnen van New Mexico, Californië of Utah maar kan ook indien dat nodig is in het water landen. Met behulp van luchtkussens en remraketten wordt de klap op de grond gebroken. De Crew Dragon komt neer in zee. Anders dan de CRS-1 Dragon zal dit niet in de Stille Oceaan gebeuren maar in de Atlantische oceaan voor de oostkust van Florida met als uitwijklocatie de Golf van Mexico voor west kust van Florida.
Doordat er 4 ruimtevaarders per Commercial Crew-vlucht worden vervoerd in plaats van drie per Sojoez-vlucht zal de ISS-bemanning met een lid worden uitgebreid. Hierdoor kan naar verwachting twee maal zoveel wetenschappelijk onderzoek in het ISS worden uitgevoerd omdat de onderhoud-en-logistiek-taken van de bemanning vrijwel gelijk blijven.
Beide capsules zijn herbruikbaar, maar NASA was aanvankelijk nog niet van plan gebruikte Crew Dragons opnieuw in te zetten en eiste ook nieuwe Falcon 9-boosters. Op 3 juni 2020 gaf NASA aan vanaf SpaceX Crew-2 wel het gebruik van gebruikte Crew Dragons en Falcon 9-boosters toe te staan.
Op 16 november 2020 werd SpaceX Crew-1, de eerste missionaire Commercial Crew-vlucht van de Crew Dragon, met succes gelanceerd, waarmee de missionaire fase van het programma echt is begonnen.
Het was de bedoeling dat Roskosmos en NASA beiden op iedere vlucht een stoel voor elkaars ruimtevaarders zouden vrijhouden. Roskosmos zag voor de eerste drie missionaire vluchten af van een stoel in de Crew Dragon. In oktober 2021 gaf toenmalig Roskosmos directeur Dimitri Rogozin aan dat de Crew Dragon zich na 4 bemande lanceringen voldoende had bewezen om er in de toekomst gebruik van te maken. Sinds de Russische invasie in Oekraïne gaf NASA aan het uitwisselen van stoelen te heroverwegen. Hierin speelde ook de ronduit vijandelijke taal van Rogozin richting westerse ruimteagentschappen een rol (hij had onder meer gedreigd een NASA-astronaut in het ISS achter te laten en het ISS onbestuurbaar achter te laten). Toen Rogozin op 15 juli 2022 werd ontslagen en vervangen kwamen NASA en Roskosmos binnen een uur overeen de uitwisseling op te starten.
Op 28 februari 2022 boekte NASA drie extra vluchten bij SpaceX om de vertraging die Boeings Starliner had opgelopen op te vangen. SpaceX zou volgens de planning namelijk zijn zesde en laatste vlucht van het originele Commercial Crew-contract al in het voorjaar van 2023 lanceren terwijl er nog geen zekerheid over de tijdige beschikbaarheid van de Starliner was. Op 2 juni 2022 boekte NASA nog eens vijf extra vluchten die allen naar SpaceX gingen. Boeing kon naar die vluchten niet meedingen omdat hun ruimteschip nog altijd niet gecertificeerd was en NASA voor zekerheid koos. NASA is met al deze lanceercontracten voorzien van genoeg vluchten om tot en met 2030, het jaar waarin het ISS buiten gebruik wordt gesteld, het ruimtestation bemand te houden.
In 2023 modificeerde SpaceX het vluchtprofiel van de Dragon 2. De eerste trap van de Falcon 9-raket landt niet meer op een droneschip, maar op Cape Canaveral. Voor het Commercial Crew-programma gebeurde dit voor het eerst tijdens SpaceX Crew-7.

## Blue Origin en SNC
Blue Origin werd niet geselecteerd voor gesubsidieerde doorontwikkeling. Het ruimtevaartbedrijf van miljardair Jeff Bezos ging echter op eigen (financiële) kracht en in eigen tempo verder. Zo werd de suborbitale New Shepard ontwikkeld met technieken uit de CCDev-fases. Een orbitale raket- en ruimteschipcombinatie de New Glenn moet in de jaren 2020 gereed komen en alsnog beschikbaar zijn om onder het Commercial Crew-programma te vliegen.
Ook de bemande uitvoering van SNC's Dream Chaser wordt parallel aan de vrachtuitvoering doorontwikkeld en zou in een later stadium alsnog kunnen meedingen naar bemande vluchten naar het ISS of een eventuele opvolger.
De kans is dus groot dat de Verenigde Staten in de jaren 2020 een vijftal bemande orbitale ruimteschepen hebben.

## Kostenbesparing
Volgen berekeningen uit 2017 van Edgar Zapata bedragen de kosten voor het lanceren van vierkoppige bemanningen naar het ISS onder het Commercial Crew-programma 37 tot 39 procent van wat het had gekost wanneer dit met een voortgezet Spaceshuttleprogramma zou zijn gedaan. De kosten van een Dragon 2-vlucht worden op 405 miljoen dollar geraamd en die van een vlucht met de Starliner op 654 miljoen dollar.
In mei 2020 raamde NASA de kostenbesparing door Commercial Crew op 20 tot 30 miljard dollar ten opzichte van het doorzetten van de ontwikkeling van het geannuleerde eigen bemande ruimtevaartprogramma met behulp van de Ares I-raket en het ruimteschip Orion als Crew Exploration Vehicle van het Constellationprogramma (de functie en het ontwerp van Orion veranderden later).

## Trivia
- Op sociale media gebruikt NASA de slagzin "Launch America" (Lanceer Amerika). Vaak geschreven als hashtag #LaunchAmerica!
- De Commercial Crew-programma partners zijn vrij hun ruimteschepen ook buiten NASA om te gebruiken. SpaceX heeft inmiddels enkele commerciële ruimtevluchten met de Crew Dragon uitgevoerd. En Boeing heeft zich opgeworpen om met de Starliner naar het toekomstige ruimtestation Orbital Reef van Blue Origin te pendelen.